# Gniew Podzamcze
Gniew Podzamcze – czynne w latach 1901-1920 wąskotorowy przystanek osobowy i ładownia publiczna w Gniewie, w województwie pomorskim, w Polsce.